# 鷹の井戸
『鷹の井戸』（英: At the Hawk's Well）は、アイルランドの詩人ウィリアム・バトラー・イェイツによる一幕物の戯曲であり、1916年に初演され、1917年に出版された。古代アルスター神話の英雄であるクー・フーリンの物語をもとにしてイェイツが作り上げた5作の戯曲のうちの1作である。日本の能の特徴を多数取り入れた英語の芝居としては最初に書かれたものである。

## 背景
エズラ・パウンドはアーネスト・フェノロサによる能に関する草稿類を所有しており、1914年にパウンドは当時アシスタントとして補佐していたイェイツに能のことを教えた。ケルト神話と能の共通点に興味を持ったイェイツは、1915年から能の影響を受けた戯曲『鷹の井戸』を書き始めた。
古いアイルランドの伝説にある「コンラの泉」の下は異界であり、死者の国、不老不死の世界に通じている（日本でも同様に、泉の下は黄泉の国を意味する）。アイルランドにはケルト時代から霊泉として知られる泉が多くあり、研究者の松村賢一は、本作は、スライゴのオックス山系の東端にあり、潮の満ち引きで水位が変化する不思議な泉「タラハンの泉」からインスピレーションを得たと推測している。

## 形式
この戯曲は様式的、抽象的、象徴的、儀礼的な形式で書かれており、この当時にもっと主流であったプロット中心のリアリズム的な作品とは異なる。舞台は「パターンが描かれたスクリーンがかかげてある壁の前の何も無い空間」である。唯一の小道具は「鷹を示唆する金のパターン」が描かれた黒い布と、井戸を示す青い布である。役者の衣装は単純で目立つ様式的なもので、主役の2人は仮面をつけ、他の人物も顔を仮面に似せる舞台化粧をする。役者は操り人形に似た動きをし、太鼓、銅鑼、ツィターが伴奏する。戯曲は韻文で書かれており、ひとりひとり話すこともあれば全員でコロスのようにも機能する楽人の合唱ではじまり、合唱で終わる。芝居の主なテクストは3人の登場人物だけにかかわる短い物語からなる。  

## 登場人物
- 3人の楽人
- 井戸の守り手
- 老人
- 若者

## あらすじ
舞台は荒涼とした山腹にある干上がった井戸で、鷹のような女がこれを守っている。老人はここで40年間野営しており、時々井戸に湧き上がる奇跡の水を飲もうと待っている。水が不死をもたらすという噂を聞きつけ、クー・フーリンがここにやって来る。老人はクー・フーリンに、ここにいて自分は人生を浪費してしまったと述べる。老人は水が湧き上がってきた時ですら急な眠気に襲われて目的が果たせなかったと語り、井戸を去るようすすめる。しかしながらクー・フーリンはここにいると心に決めており、すぐに水が飲めるはずだと確信している。先程クー・フーリンを襲った鷹について話しあうが、老人によるとこの鷹は不満と暴力の呪いを抱えた超自然の生き物であるという。その間に井戸の守り手がトランス状態に陥って起き上がり、鷹のような動きで踊り始める。鷹の女は舞台を離れ、井戸から水が湧き起こる。クー・フーリンは鷹の女に魅入られ、老人は眠りこんでしまい、2人とも水を得られない。 老人はクー・フーリンにここにいてくれと頼むが、クー・フーリンは戦場に赴くことにする。

## 上演史
1916年のロンドン初演時にはエドマンド・デュラックが作曲を担当し、伊藤道郎が鷹役をつとめた。この時にデュラックと伊藤がデザインした舞台衣装はのちにサイモン・スターリングがグレースケールで再現を試みており、2014年に横浜トリエンナーレの一環として横浜美術館に展示された。1917年にはイェイツの詩集The Wild Swans at Coole, Other Verses and a Play in Verse (Cuala Press, 1917)に収録される形で戯曲テクストが刊行されている。1918年、ニューヨークで上演された際には同じく伊藤道郎が鷹役とつとめたが、山田耕筰が女声パートを作曲した。伊藤道郎の弟である伊藤祐司も音楽をつけている。1939年に伊藤道郎が鷹役、伊藤熹朔が舞台装置、千田是也が演出をつとめ、九段の軍人会館で日本語での上演が行われた。

## 翻案『鷹姫』
1949年、横道萬里雄が翻案として新作能『鷹の泉』を上演し、その後1967年にさらに改良した能『鷹姫』を観世寿夫主演で上演した。『鷹姫』は『鷹の井戸』と異なり、クー・フーリンが戦場に赴くくだりがなく、老人が岩に変わって終わる。『鷹姫』は梅若玄祥により2004年、2009年、2012年に上演され、2010年には梅若はバレエのヤンヤン・タン及びダンスの森山開次とのコラボレーションで新作能楽舞踏劇『鷹の井戸』を発表した。2013年には梅若紀彰、野村萬斎主演、坂本龍一のピアノで『鷹姫』が上演された。2016年には二世梅若玄祥が主演をつとめ、アイルランドの音楽グループ、アヌーナの音楽で日本・アイルランド外交関係樹立60周年記念事業の一環としてBunkamuraオーチャードホールで『鷹姫』が上演された。

### 原作戯曲
- Yeats, W. B.  Selected Plays.  London:  Penguin Books, 1997.
  - イェイツ『鷹の井戸』松村みね子訳、角川文庫、復刊1989
  - 『イェイツ戯曲集』佐野哲郎ほか4名訳、山口書店、1980

### 二次資料
- Dorn, K.  Players and painted Stage: the theatre of W. B. Yeats.  Sussex: Harvester Press, 1984.
- Friedman, B. R.  Adventures in the deeps of the mind: the Cuchulain cycle of W. B. Yeats.  Princeton, New Jersey: Princeton University Press, 1977.
- Good, M.  W. B. Yeats and the creation of a tragic universe.   London and Basingstoke: MacMillan, 1987.
- Skene, R.  The Cuchulain Plays of W. B. Yeats.  London and Basingstoke: MacMillan, 1974.
- Taylor, R.  The Drama of W. B. Yeats: Irish myth and the Japanese No.  New Haven and London: Yale University Press, 1976.
- 松村賢一「イェイツと能 日本文化とケルト的思考の共時性」『別冊環』第5巻、藤原書店、2002年、156-157頁。